# Flexamia delongi
Flexamia delongi är en insektsart som beskrevs av Ross och Cooley 1969. Flexamia delongi ingår i släktet Flexamia och familjen dvärgstritar. Inga underarter finns listade i Catalogue of Life.